# Oak Ridge, Cooke County, Texas
Oak Ridge är en ort i Cooke County i delstaten Texas, USA.